# Nam Hồng, Ninh Bình
Nam Hồng là một xã thuộc tỉnh Ninh Bình. Xã được hình thành từ việc sáp nhập ba xã Tân Thịnh, Nam Thắng và Nam Hồng thuộc huyện Nam Trực, tỉnh Nam Định cũ, trong đợt Sáp nhập tỉnh, thành Việt Nam 2025.
Xã này nằm trên Quốc lộ 21, và cũng là nơi có sông Hồng chảy qua.

## Lịch sử và hành chính
Xã Nam Hồng có diện tích tự nhiên là 28,81 km2, quy mô dân số là 31.823 người (đạt 198,89% so với quy định). Xã giáp các phường Vị Khê, Hồng Quang, xã Nam Ninh và tỉnh Hưng Yên (các xã Vũ Thư, Thư Vũ, Vũ Tiến và phường Vũ Phúc). Năm 2025, trong đợt sáp nhập tỉnh, thành Việt Nam, xã Nam Hồng đã được thành lập trên cơ sở  ba xã Tân Thịnh, Nam Thắng và Nam Hồng thuộc huyện Nam Trực, tỉnh Nam Định cũ, và thuộc vào địa bàn tỉnh Ninh Bình sau sáp nhập.